# Witalij Sauko
Witalij Leanidawicz Sauko (błr. Віталій Леанідавіч Саўко, ros. Виталий Леонидович Савко - Witalij Leonidowicz Sawko; ur. 8 marca 1974 w Mińsku) – białoruski hokeista, reprezentant Białorusi. Trener hokejowy.

## Kariera zawodnicza
- Chimik Nowopołock 2 (1992-1993)
- Chimik / Polimir Nowopołock (1993-2000)
- KKH Katowice (1998-2000)
- HK Crvena zvezda Belgrad (2000/2001)
- HDD Olimpija Lublana (2000/2001)
- Polimir Nowopołock (2002-2003)
- Chimik-SKA Nowopołock (2005-2006)
- HK Witebsk (2006-2007)
- HK Brześć (2007-2009)
- Al-Ajn Theebs IHC (2010-2016)
- Al-Ajn Theebs IHC (2016-2020)

Wychowanek szkoły hokejowej w Mińsku. Był kadrowiczem juniorskiej kadry Białorusi oraz seniorskiej reprezentacji. Grał w lidze polskiej w barwach Katowic w sezonach 1998/1999, 1999/2000. W 2010 został zawodnikiem klubu IHC w mieście Al-Ajn w Zjednoczonych Emiratów Arabskich.
W kwietniu 2019 wystąpił w składzie reprezentacji Zjednoczonych Emiratów Arabskich w wygranym turnieju kwalifikacyjnym do MŚ III Dywizji edycji 2020 (prócz niego w sztabie kadry byli jego rodacy: Arciom Siańkiewicz jako główny trener oraz Michaił Klimin i Siarhiej Zadzielonau jako asystenci).

## Kariera trenerska
- Al-Ajn Theebs IHC (2012-2014), asystent trenera
- Reprezentacja ZEA do lat 18 (2011/2012), asystent trenera
- Reprezentacja ZEA do lat 20 (2012/2013), asystent trenera
- Reprezentacja ZEA seniororów (2012/2013, 2017/2018), asystent trenera

Równolegle z grą w ZEA w 2012 został asystentem trenera w zespole Al-Ajn Theebs IHC. Jednocześnie był asystentem trenera reprezentacji juniorskich ZEA oraz reprezentacji seniorskiej ZEA, którym był inny białoruski hokeista i trener Juryj Fajkou (wcześniej obaj wspólnie grali w Nowopołocku i Belgradzie).

## Sukcesy
Klubowe
- Brązowy medal mistrzostw Białorusi: 1994 z Chimikiem Nowopołock, 1999 z Polimirem Nowopołock
- Srebrny medal mistrzostw Białorusi: 1995, 1998 z Polimirem Nowopołock
- Złoty medal mistrzostw Białorusi: 1996, 1997 z Polimirem Nowopołock
- Złoty medal mistrzostw Słowenii: 2001 z Olimpiją Lublana